# Ghetto Fabolous
Ghetto Fabolous è il primo album in studio del rapper statunitense Fabolous, pubblicato l'11 settembre 2001.

## Tracce
Testi e musiche di John David Jackson, eccetto dove indicato.
1. Click & Spark – 2:04
2. Keepin' It Gangsta – 4:07
3. Young'n (Holla Back) – 3:26 (Jackson, Chad Hugo, Pharrell Williams)
4. Get Right – 4:35 (Jackson, D. Stinson)
5. Ride for This (feat. Ja Rule) – 3:18
6. One Day – 4:38
7. Trade It All (feat. Jagged Edge) – 3:44
8. Right Now & Later On – 4:00 (Jackson, Timothy Mosley)
9. Take You Home (feat. Lil' Mo) – 3:58
10. Get Smart – 3:45
11. Can't Deny It (feat. Nate Dogg) – 5:06 (Jackson, Nathaniel Hale, Rahiem Prince Thomas)
12. Ma' Be Easy – 3:45 (Jackson, Justin Smith)
13. We Don't Give a Fuck – 3:17
14. Bad Guy (feat. Pain in Da Ass) – 2:59
15. Gotta Be Thug – 3:58
16. If They Want It – 4:39

## Classifiche

### Classifiche settimanali
| Classifiche (2001) | Posizione massima |
| ------------------ | ----------------- |
| Stati Uniti        | 4                 |

### Classifiche di fine anno
| Classifica (2001) | Posizione |
| ----------------- | --------- |
| Stati Uniti       | 158       |
| Classifica (2002) | Posizione |
| Stati Uniti       | 200       |